# Ferrostaal
Ferrostaal est une société allemande de services industriels. Elle compte 4 400 employés et un chiffre d'affaires annuel d’environ 1,6 milliard d’euros (en 2008), et est présente sur le marché dans environ 40 pays. Les activités de l’entreprise sont axées sur deux domaines : les projets (pétrochimie, installations industrielles, énergie solaire et autres énergies) et les services (équipement, tuyauterie, automobile). En 2009, l’International Petroleum Investment Company (IPIC) d’Abu Dhabi a repris 70% des actions de Ferrostaal AG détenues par MAN AG de Munich. En raison de l’acquisition des actions majoritaires, la société est entrée au registre du commerce sous le nom de Ferrostaal, ce qui signifie sa séparation du groupe MAN.

## Historique
Ferrostaal a été fondée à La Haye, aux Pays-Bas, en 1920. La société de négoce d’acier a été achetée par Gutehoffnungshütte Aktienverein (GHH) en 1926. Au fil du temps, Ferrostaal s’est étendu à d’autres pays et a été présent dans le commerce international de l’acier à partir des années 1950. Au cours des années 1960, l’entreprise a commencé à construire des installations industrielles. Jusqu’à la fin des années 1960, Ferrostaal était également un fabricant d’autorails diesel. En 2004, il a été renommé MAN Ferrostaal. Trois ans plus tard, la société vendit les deux tiers de ses activités sidérurgiques. En 2007, l’énergie solaire et les biocarburants ont été créés en tant que nouveaux domaines d’activité stratégiques. À la suite de la prise en charge par IPIC de la majorité des actions de MAN Ferrostaal AG, la société a changé de nom pour se transformer en Ferrostaal AG.
En mars 2012, MAN SE a annoncé la vente de Ferrostaal AG au groupe MPC. Depuis mars 2012, Ferrostaal appartient à MPC Industries GmbH et le nom de la société a été changé en Ferrostaal GmbH.